# 中嶋訴訟
中嶋訴訟（なかじまそしょう）とは生活保護受給者が学資保険の満期返戻金を収入として生活保護費を削った福岡市の福祉事務所長の処分の是非が問われた訴訟。学資保険訴訟とも呼ばれる。

## 概要
福岡市の大工Xと妻は1975年から生活保護を受け始め、1976年から長女名義の郵便局の学資保険に加入、月々3000円を積み立て、1990年6月に満期返戻金約45万円を受け取ったが、「災害や死亡時の臨時の保険金」以外は収入とみなすという当時の厚生省の通達に従い福岡市の福祉事務局長はほぼ全額を「収入」と認定し、月額約18万円だった保護費を半年間約9万5000円に減額した。Xと娘は1991年12月に提訴（Xの妻は提訴前の1991年1月に死亡）。訴訟中、Xは1993年1月に死亡し、1995年3月14日に福岡地裁は「死亡により同人にかかる訴訟は終了し、娘は固有の原告適格はない」として請求を棄却した。1998年10月9日に福岡高裁はXの娘の原告適格性を認定した上で「一般の国民感情に照らしても違和感を覚えるような資産とは到底言えない」として「正当な理由がなく違法」として処分を取り消した。
2004年3月16日に最高裁判所第三小法廷は「最低限度の生活を補うことを目的とした生活保護法は支給された保護金等を貯蓄に回すことは本来予定していないが、保護金を生活困窮者の需要に完全に一致させることは困難で、世帯主らに合理的な運用を委ねている」とした上で、最低限度の生活を維持し、子供の高校就学の費用を蓄える努力は同法の趣旨に違反せず、生活保護費を減らした処分は誤りとして、処分を違法とする判断を下した。

## その他
1950年の生活保護制度発足当初は高校就学費用だけでなく、高校生の生活費も保護対象外だった。しかし、子の進学は保護世帯の自立に役立つという観点から1961年以降は子供が親と同じ世帯内で生活保護を受けながら高校に進学する道が開かれ、1976年には高校に準ずる各種学校への修学も可能になったが、進学に備えた貯蓄は認められていなかった。